# 马塞尔·罗纳
马塞尔·罗纳（德語：Marcel Rohner，1964年6月21日—），瑞士男子雪车运动员。他曾代表瑞士参加1998年冬季奥林匹克运动会雪车比赛，联同马库斯·尼斯利、马库斯·瓦塞尔和贝亚特·塞茨获得男子四人银牌。